# Iris hymenospatha
Iris hymenospatha är en irisväxtart som beskrevs av Brian Frederick Mathew och Per Erland Berg Wendelbo. Iris hymenospatha ingår i släktet irisar, och familjen irisväxter.

## Underarter
Arten delas in i följande underarter:
- I. h. hymenospatha
- I. h. leptoneura